# Rosaskestork
Rosaskestork (latin: Platalea ajaja) er en amerikansk storkefugl, der lever fra USAs sydlige kyster til Argentina.